# Reckitt Benckiser
La Reckitt Benckiser Group PLC, che opera come Reckitt, è una multinazionale britannica di beni di consumo con sede a Slough, in Inghilterra. È un produttore di prodotti per la salute, l'igiene e la nutrizione. La società è stata costituita nel marzo 1999 dalla fusione della società britannica Reckitt & Colman plc e della società olandese Benckiser N.V.

## Storia

### Origini

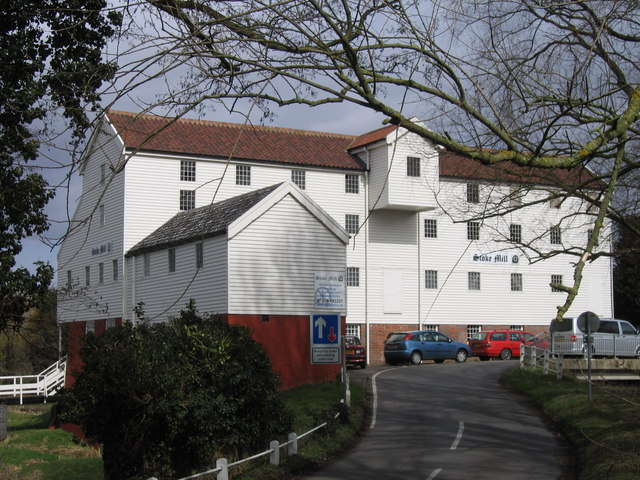
Stoke Holy Cross Mill, a Norwich, in Inghilterra, la casa della senape di Colman's dal 1814 al 1862.

Johann Benckiser ha fondato un'impresa chimica a Pforzheim, in Germania, nel 1823. Ludwig Reimann, un chimico, si è unito all'attività nel 1828 e ha sposato la figlia di Benckiser. Benckiser è morto nel 1851 e l'attività è passata sotto la proprietà di Reimann. Reimann ha aperto un nuovo stabilimento chimico e, nel 1858, lo ha trasferito a Ludwigshafen. Sotto i discendenti di Reimann l'attività è cresciuta rapidamente nella seconda metà del 20º secolo: nel 1992 ha acquisito Coty, Inc., un produttore nordamericano di prodotti di bellezza. Gli altri prodotti di Benckiser includevano Vanish e Cillit Bang.
Reckitt & Sons ha iniziato l'attività nel 1840 quando Isaac Reckitt ha affittato un mulino per l'amido a Hull, in Inghilterra. Si diversifica in altri prodotti per la casa e dopo la sua morte nel 1862, l'attività è passata ai suoi tre figli. Nel 1886 Reckitt ha aperto la sua prima attività all'estero in Australia. L'azienda è stata quotata per la prima volta alla Borsa di Londra nel 1888. Harpic viene acquisita nel 1932 e quello stesso anno viene lanciato Dettol.
Nel 1938, Reckitt & Sons si unisce con J. & J. Colman, che era stata fondata nel 1814 quando Jeremiah Colman iniziò a macinare farina e senape a Norwich, in Inghilterra, per diventare Reckitt & Colman Ltd. L'azienda ha effettuato diverse acquisizioni, tra cui i marchi Airwick e Carpet Fresh nel 1985, la divisione Boyle-Midway di American Home Products nel 1990 e la divisione Lehn & Fink di Sterling Drug, produttore del disinfettante Lysol nel 1994. L'acquisto di Lehn & Fink ha raddoppiato gli affari americani di Reckitt & Colman.
Reckitt & Colman ha venduto l'attività alimentare di Colman nel 1995.

### 1999 ad oggi
La società è stata costituita da una fusione tra la britannica Reckitt & Colman plc e la società olandese Benckiser NV nel dicembre 1999. Bart Becht è diventato amministratore delegato della nuova società ed è stato accreditato per la sua trasformazione, concentrandosi sui marchi principali e migliorando l'efficienza nella catena di approvvigionamento. La strategia di "marketing dell'innovazione" del nuovo team di gestione, una combinazione di maggiore spesa di marketing e innovazione di prodotto, incentrata sulle esigenze dei consumatori, è stata collegata al continuo successo dell'azienda. Ad esempio, nel 2008, la "rapida successione di nuove varianti di prodotto ben pubblicizzate" dell'azienda è stata accreditata per averli aiutati a "catturare l'immaginazione degli acquirenti".
Nell'ottobre 2005, Reckitt ha acquistato l'attività di produzione di farmaci da banco di Boots, Boots Healthcare International, per 1,9 miliardi di sterline. I tre principali marchi acquisiti sono stati gli analgesici Nurofen, le pastiglie per il mal di gola Strepsils e i trattamenti antiacne Clearasil. Nel gennaio 2008, Reckitt ha acquisito Adams Respiratory Therapeutics, una società farmaceutica, per 2,3 miliardi di dollari; uno dei maggiori marchi acquisiti è stato Mucinex. Nel luglio 2010, Reckitt ha acquistato SSL International, i produttori di preservativi Durex e prodotti per la cura dei piedi di Scholl, con un accordo da 2,5 miliardi di sterline.
Nel gennaio 2011, Reckitt ha acquistato l'attività di prodotti per la cura della pelle e dei rimedi contro il raffreddore di Combe. Nel settembre 2011, Bart Becht si è ritirato dalla carica di CEO da Reckitt Benckiser, ed è stato sostituito dal vicepresidente esecutivo di Category Development, Rakesh Kapoor, che aveva svolto un ruolo chiave nelle recenti acquisizioni.
Il 27 agosto 2011, Reckitt ha richiamato tutte le scorte rimanenti del suo principale prodotto analgesico, Nurofen Plus, dopo che è stato scoperto che le confezioni contenevano un farmaco antipsicotico. Si è scoperto che questo era stato il lavoro di un tossicodipendente da codeina che aveva rubato le pillole e le aveva sostituite con i suoi farmaci antipsicotici.
Nel novembre 2012, Reckitt ha acquisito Schiff Nutrition, un produttore di vitamine e integratori alimentari con sede a Salt Lake City, tra cui Digestive Advantage, MegaRed, Airborne e Move Free, per 1,4 miliardi di dollari. Nel dicembre 2014, Reckitt ha scorporato la sua attività di specialità farmaceutiche, che produce Suboxone (un farmaco per l'astinenza da oppioidi), in una società separata denominata Indivior.
Nel 2014, Reckitt Benckiser ha abbandonato il suo nome completo a favore del marchio RB.
Nel febbraio 2017, la società ha offerto 16,7 miliardi di dollari perl'acquisizione del produttore americano di latte artificiale Mead Johnson. Nel febbraio 2017, Reckitt Benckiser ha annunciato di aver acquistato Mead Johnson per 16,6 miliardi di dollari. Per effettuare la transazione, Reckitt Benckiser ha incorporato una filiale nel Delaware in cui sarebbe stata trasferita Mead Johnson Nutrition, con Mead Johnson Nutrition l'unica entità sopravvissuta al completamento. Dopo l'acquisizione di Mead Johnson, Reckitt Benckiser ha diviso la sua attività in due divisioni: assistenza sanitaria al consumo e casa e igiene. Mentre alcuni analisti esperti hanno visto questa mossa come un precursore di una possibile vendita della divisione casalinga, Kapoor ha affermato che era solo per migliorare le prestazioni di ciascuna delle divisioni.
Nel luglio 2017, McCormick ha acquisito i marchi alimentari di Reckitt, tra cui la mostarda French's e Frank's RedHot, per 4,2 miliardi di dollari.
Kapoor si è ritirato nel settembre 2019 ed è stato sostituito da Laxman Narasimhan, chief commercial officer globale di PepsiCo.
Nel marzo 2021, l'azienda è stata rinominata da RB a Reckitt, includendo un nuovo logo e un'identità visiva come passo successivo nel raggiungimento dello scopo strategico dell'azienda.

## Marchi
Reckitt ha sede a Slough, in Inghilterra, e opera in circa 60 paesi. I suoi prodotti sono venduti in quasi 200 paesi. Reckitt organizza la maggior parte dei suoi prodotti in tre categorie principali – salute, igiene e casa – con altri marchi appartenenti a tre ulteriori categorie: cibo, prodotti farmaceutici e marchi in portafoglio. La strategia dell'azienda consiste nell'avere un portafoglio altamente focalizzato incentrato sui suoi 19 marchi più redditizi, che sono responsabili del 70% dei ricavi netti.

Reckitt attualmente produce i seguenti prodotti:
- Aerogard
- Air Wick
- Amphyl
- Ava (marchio Mira Lanza)
- Bonjela
- Brasso
- Calinda (marchio Mira Lanza)
- Calgon (in Italia dal 1965 al 2008 si chiamava Calfort)
- Per la lavastoviglie (il prodotto è analogo):
  - Calgonit (Europa centrale)
  - Electrasol (Stati Uniti, assorbito da Finish)
  - Finish (Scandinavia, Italia, paesi anglosassoni)
  - Neophos (Danimarca)
- Cattlemen's
- Ceraclen
- Chore Boy
- Cillit Bang
- Clean and Smooth
- Clearasil
- Cling
- Cling Free
- d-Con
- Dettol
- dip-it
- Disprin
- Durex
- Easy Off
- Easy On
- Frank's Red Hot
- French's Foods
- Gaviscon
- Glass Magic
- Glass Mates
- Glass Plus
- Glassex
- Harpic
- Hoffman's
- Jet-Dry
- Lanza (marchio Mira Lanza)
- Lemsip
- Lewis Red Devil
- Lime-A-Way
- Lip (marchio Mira Lanza)
- Lysol
- Marigold Industrial (proveniente da acquisizione gruppo SSL Healthcare novembre 2010)
- Masterpiece Metalist
- Mister Baby (proveniente da acquisizione gruppo SSL Healthcare novembre 2010)
- Mop & Glo
- Mortein
- Mr. Sheen
- Napisan
- Nenuco
- Neutra-Air
- Nurofen
  - Nurofen per bambini
- Noxon
- Old English
- Perk
- Precision Blend
- Prosport (proveniente da acquisizione gruppo SSL Healthcare novembre 2010)
- Resolve
- Rid-X
- Robin Blue
- Sagrotan
- Sani-Flush
- Senokot
- Sole (marchio Mira Lanza, in origine Panigal)
- Spray 'n Starch
- Spray 'n Wash
- Strepsils (in Italia Benagol)
- Strepsils Plus (in Italia Benactiv Gola)
- Subutex (prodotto per la disassuefazione dagli stati di dipendenza da oppioidi)
- Suboxone (prodotto per la disassuafezione degli stati di dipendenza da oppioidi)
- Temgesic (terapia del dolore acuto e cronico)
- Vanish
- Vani-Sol
- Veet
- Vitroclen
- Vivid
- Wenol
- Wizard
- Woolite
- Yes
- Zud

## Struttura societaria
Nel 2020, i direttori di Reckitt erano: Christopher Sinclair (Presidente), Laxman Narasimhan (CEO), Jeff Carr (CFO), Andrew Bonfield, Nicandro Durante, Mary Harris, Dr. Mehmood Khan, Dr. Pamela Kirby, Sara Mathew, Elane Stock e Warren Tucker. Nel 2020, i membri del comitato erano costituiti da: Laxman Narasimhan (CEO), Rupert Bondy (General Counsel), Jeff Carr (CFO), Kris Licht, Aditya Sehgal, Ranjay Radhakrishnan e Harold van den Broek.
Dalla creazione dell'azienda nel 1999 fino al suo ritiro nel 2011, Bart Becht è stato amministratore delegato. The Guardian lo ha definito: "uno degli uomini d'affari di maggior successo della sua generazione". Sotto di lui, l'azienda si è concentrata sui suoi marchi principali e sul miglioramento dell'efficienza nella catena di approvvigionamento. Ha anche aumentato il budget di marketing. BusinessWeek ha osservato che: "il 40% dei 10,5 miliardi di dollari di Reckitt nel 2007 proveniva da prodotti lanciati nei tre anni precedenti". Becht è stato l'uomo d'affari più pagato della Gran Bretagna, portando a casa più di 90 milioni di sterline nel 2009. Nell'aprile 2011, ha annunciato che si sarebbe dimesso nel settembre dello stesso anno, per essere sostituito da Rakesh Kapoor, che era in azienda dal 1987.

## Responsabilità sociale d'impresa
Reckitt ha attuato un'iniziativa ambientale denominata Carbon 20. L'iniziativa, annunciata nel novembre 2007, mirava a ridurre del 20% entro il 2020 l'impronta carbonica totale dei suoi prodotti, dalla creazione allo smaltimento. Nell'ambito dell'iniziativa, l'azienda ha ridotto del 70% la quantità di plastica negli imballaggi del suo detergente Vanish. A New York nel febbraio 2009, Earthjustice ha intentato una causa contro Reckitt e altri. La petizione mira a costringere le aziende a identificare tutti gli ingredienti utilizzati nei loro prodotti. Earthjustice ha contattato diverse aziende nel settembre 2008 chiedendo di conformarsi a una legge del 1971 che richiedeva loro di rivelare gli ingredienti nei loro prodotti e di rendere disponibili tutti gli studi sulla salute o sulla sicurezza associati. Reckitt e gli altri imputati hanno ignorato o rifiutato la richiesta.
Nel giugno 2006, Reckitt ha lanciato RB Trees (allora noto come Trees for Change), un importante progetto di forestazione progettato per compensare i gas serra creati come sottoprodotto dei suoi processi di produzione. Il progetto mira a piantare 10 milioni di alberi, su terreni utilizzati o precedentemente bonificati per la coltivazione, per riportare la terra a foresta.

## In Italia
La sede italiana amministrativa ha sede a Milano, mentre lo stabilimento ha sede in Veneto a Mira (Ex Mira Lanza), nell'entroterra veneziano. Sempre a Mira è presente il Centro Ricerche e Sviluppo (Research and Development R&D) di alcuni prodotti Reckitt Benckiser.

## Controversie

### Morti causate dal disinfettante umidificatore
Nel 2001, Reckitt Benckiser ha acquisito il marchio coreano Oxy da Oriental Chemical Industries. Dal 1996, Oxy utilizzava la poliesametilene guanidina (PHMG) in un prodotto sterilizzante per umidificatore chiamato Oxy Ssak Ssak. Nel 2011, l'uso di PHMG è stato abbandonato quando la Korea Centers for Disease Control and Prevention (KCDC) hanno pubblicato un rapporto che mostrava un legame tra il composto e i danni ai polmoni e le morti. Diverse altre società in Corea del Sud hanno prodotto sterilizzatori per umidificatori con PHMG tra il 2001 e il 2011.
Secondo un rapporto della BBC del maggio 2016, circa 500 persone, molte delle quali donne e bambini, sarebbero morte o ferite dopo aver inalato PHMG. Secondo un rapporto del Korea Herald dell'aprile 2016, nel 2015, 750 utilizzatori di disinfettanti avevano richiesto un test per determinare se erano stati danneggiati dal disinfettante e alla data di tale rapporto, 221 erano stati confermati e si prevedeva che i risultati completi sarebbero stati essere rilasciato alla fine del 2017. Un rapporto su Sina.com nel maggio 2016 affermava che PHMG era noto per aver causato 70 morti e danneggiato i polmoni di 177 persone, con il totale effettivo di morti e feriti sconosciuto.
Reckitt Benckiser Korea è stata accusata di 103 morti da una coalizione di gruppi di consumatori in Corea del Sud; il rapporto di The Korea Herald dell'aprile 2016 affermava che Reckitt Benckiser Korea era stata accusata di 221 morti.
Qualche tempo dopo la pubblicazione del rapporto del KCDC, i pubblici ministeri della Corea del Sud hanno aperto un'indagine sulle società che vendono i disinfettanti, che ha accelerato il suo ritmo nel gennaio 2016. Reckitt Benckiser Korea ha presentato ai pubblici ministeri un rapporto sulla tossicità delle PHMG nel gennaio 2016; i pubblici ministeri stavano anche indagando sulle accuse secondo cui la società aveva soppresso i dati che mostravano la tossicità del PHMG nel rapporto che aveva presentato. Nell'aprile 2016 una coalizione di gruppi di consumatori ha chiesto il boicottaggio dell'azienda.
Nel maggio 2016, il capo della divisione coreana Ataur Safdar si è scusato con le vittime e le famiglie in una conferenza stampa e ha offerto un risarcimento alle famiglie di coloro che sono morti ea coloro che sono rimasti feriti; era la prima volta che l'azienda riconosceva che i suoi prodotti contenenti PHMG erano dannosi.

### Polemica sul marketing virale di Cillit Bang
Nel 2005 l'agenzia pubblicitaria Cohn & Wolfe è stata incaricata da Reckitt di gestire un blog nei panni del personaggio immaginario Barry Scott, mascotte pubblicitaria per il liquido detergente di Reckitt Cillit Bang, come piattaforma di marketing virale. Nell'ottobre di quell'anno il blogger Tom Coates ha scritto un post emozionante sul proprio blog sul padre a lungo estraniato. Tra le espressioni di cordoglio e simpatia nella sezione dei commenti del post c'era quella di un utente che si identificava come Barry Scott, con un collegamento al blog del personaggio di Cohn & Wolfe come Barry Scott. Offeso dall'uso apparente dei commenti del suo blog su un post così personale come luogo di pubblicità di spam, Coates ha rintracciato l'indirizzo IP di origine del commento attraverso gli indirizzi di proprietà di Young & Rubicam e di nuovo a Reckitt. Reckitt inizialmente ha negato la responsabilità per il messaggio, ma in seguito ha scritto a Coates scuse riconoscendo l'inappropriatezza del messaggio e Cohn e Wolfe hanno rilasciato una dichiarazione di rimorso per l'uso improprio del blog "sperimentale" che hanno poi cessato di operare.
La controversia e le sue ricadute hanno portato a ulteriori discussioni tra la comunità dei blogger e l'industria pubblicitaria sulle questioni etiche che circondano i blog che sono "gestiti" da personaggi di fantasia a fini pubblicitari senza essere chiaramente etichettati come tali, e la misura in cui tali i blog dovrebbero essere autorizzati a partecipare alla più ampia blogosfera.

### Comportamento anticoncorrenziale
Nel 2008, Newsnight della BBC ha accusato Reckitt Benckiser di aver tentato di ritardare l'introduzione di una versione generica e competitiva di uno dei suoi prodotti più popolari, Gaviscon, un trattamento per il bruciore di stomaco e la malattia da reflusso gastroesofageo. Nella sua introduzione, il giornalista Martin Shankleman ha detto: "Gaviscon è salutato come un marchio di potere dai suoi proprietari, Reckitt Benckiser". Ha continuato: "A Reckitt Benckiser piace affermare che i profitti derivano dalla loro esperienza nel marketing. Ma sappiamo che c'è un altro modo in cui lo hanno coniato: derubando il SSN, come ha fatto un informatore ci ha detto. "L'informatore" è stato mostrato in silhouette e le sue parole sono state pronunciate da un attore: "Reckitt ha imbrogliato il servizio sanitario nazionale. Avrebbe potuto dar risparmiare il SSN di milioni di sterline. Newsnight ha affermato che Reckitt aveva un "piano segreto per garantire che mantenesse la sua stretta mortale" dopo la scadenza del brevetto Gaviscon nel 1999, e che Newsnight aveva visto il piano. Il Dipartimento della Salute ha chiesto a Newsnight di consegnare i suoi documenti al servizio antifrode del SSN
L'indagine è stata ampiamente riportata dalla stampa britannica. Il Guardian ha citato una nota trapelata in cui il responsabile del prodotto ha spiegato che l'azienda potrebbe utilizzare "la logica della salute e della sicurezza" per progettare un prodotto cambiato per "confondere le acque". Il giornale ha citato Reckitt affermando che le note trapelate erano "inappropriati e non riflettevano le eventuali azioni di Reckitt".
The Independent ha citato Warwick Smith, direttore della British Generic Manufacturers Association: "Il tipo di evergreening affermato da Newsnight può costare al SSN decine di milioni di sterline senza alcun beneficio per il paziente". Ha anche citato una dichiarazione rilasciata dalla società: "...RB è un'azienda responsabile e quindi abbiamo avviato un'indagine interna immediata e prenderemo provvedimenti. Tuttavia, non accettiamo molto di ciò che è stato affermato".
The Times ha osservato che "Sebbene Gaviscon sia fuori brevetto da quasi dieci anni, nessun altro produttore ha sviluppato una versione generica a basso costo. Un tale farmaco avrebbe potuto far risparmiare al SSN fino a 40 milioni di sterline". Ha affermato che l'Ufficio di Fair Trading avrebbe dovuto esaminare se Reckitt avesse agito illegalmente. Ha anche stampato estratti letterali di molti dei promemoria trapelati.
In risposta al rapporto di Newsnight e ai rapporti sulla stampa, Reckitt ha rilasciato una dichiarazione che iniziava:
Tuttavia, siamo profondamente preoccupati per il sentimento inappropriato espresso in alcune delle storiche corrispondenze interne riportate. Prendiamo questo molto sul serio e abbiamo avviato un'indagine interna immediata e prenderemo provvedimenti. Confutiamo anche gran parte di ciò che è stato riportato, il che implica un potere e un'influenza che semplicemente non possediamo.
La società non si è mai opposta alla pubblicazione di un nome generico guidato da una monografia. Il cui orario non è, e non è mai stato, sotto il nostro controllo, una monografia/nome generico avrebbe potuto essere pubblicato in qualsiasi momento dalle autorità di regolamentazione senza riferimento a terzi.
L'azienda ha presentato sfide appropriate laddove lo riteneva giustificato al fine di garantire che ai pazienti venisse prescritto il trattamento giusto. Questi erano all'interno della legge e dei regolamenti pertinenti. Sottolineiamo che i regolatori prendono in considerazione un commento solo quando è valido»
Il 15 ottobre 2010, Reckitt è stata multata di 10,2 milioni di sterline dall'Office of Fair Trading dopo che la società ha ammesso un comportamento anticoncorrenziale.
Nel 2014, l'Autorité de la concurrence in Francia ha scoperto che Reckitt era colluso con altre 12 società multinazionali (Colgate-Palmolive, Henkel, Unilever, Procter & Gamble, Sara Lee, SC Johnson, Bolton Solitaire, Laboratoires Vendôme, Gillette, L'Oréal, Beiersdorf e Vania) per fissare i prezzi dei prodotti più diffusi per l'igiene personale; la sanzione di circa 950 milioni di euro è stata la più grande mai inflitta dall'agenzia.
Nel 2015, Reckitt ha creato polemiche quando è emerso che versioni apparentemente diverse del loro prodotto Nurofen commercializzato per trattare dolori specifici, come l'emicrania, erano tutte identiche al prodotto standard nonostante costassero il doppio. Il prodotto è stato ritirato dalla vendita in Australia per i consumatori fuorvianti. L'Australian Competition & Consumer Commission (ACCC) ha portato la questione in tribunale e nel dicembre 2016 Reckitt è stata multata di 6 milioni di dollari australiani.

### Sfide legali alle normative sui rodenticidi
Nel 2008, l'Agenzia statunitense per la protezione dell'ambiente (EPA) ha annunciato la decisione di rimuovere i rodenticidi anticoagulanti di seconda generazione dagli scaffali dei negozi, lasciando i prodotti disponibili per l'acquisto solo a venditori con licenza statunitense. La sentenza doveva entrare in vigore nel 2011, consentendo alle società coinvolte di adeguarsi alla nuova legge. La decisione dell'EPA si basava su decine di migliaia di segnalazioni di avvelenamenti da veleni per topi, su animali domestici, animali selvatici e bambini, nei soli Stati Uniti. Nel 2011 Reckitt Benckiser, produttori di d-CON, hanno avviato una sfida legale all'EPA che dovrebbe richiedere diversi anni per essere risolta. All'inizio del 2014, il regolamento del Dipartimento per i pesticidi dello Stato della California ha stabilito che le vendite di anticoagulanti di veleno per topi sarebbero state limitate a partire dal 1 luglio 2014. Reckitt ha intentato una causa presso la Corte superiore della contea di San Diego nell'aprile 2014 per bloccare la decisione.

### Approvvigionamento di olio di palma
Secondo un rapporto di Amnesty International del 2016, Reckitt Benckiser è una delle numerose società di consumo che acquistano olio di palma da Wilmar International, la più grande raffineria di olio di palma del mondo. Amnesty ha scoperto che Wilmar trae profitto dal lavoro minorile e dal lavoro forzato ed espone i lavoratori a sostanze chimiche tossiche vietate.